# USS LST-577
O USS LST-577 foi um navio de guerra norte-americano da classe LST que operou durante a Segunda Guerra Mundial.